# Francesco Corvaglia
Francesco Corvaglia (Alessano, 12 febbraio 1920 – Lecce, 10 maggio 2001) è stato un politico italiano.

## Biografia
Nato ad Alessano nel 1920, fu un esponente di spicco della Democrazia Cristiana a Lecce. Venne più volte eletto al consiglio comunale della città e fu sindaco di Lecce per più mandati dal 1988 al 1993 e dal 1994 al 1995. È stato l'ultimo amministratore leccese della DC e l'ultimo eletto in seno al consiglio comunale prima dell'istituzione dell'elezione diretta del sindaco. Nel 1994 accolse papa Giovanni Paolo II in visita ufficiale a Lecce.